# Saison 1991 de la NFL
Navigation
Édition précédente Édition suivante
La saison 1991 de la NFL est la 72e saison de la National Football League. Elle voit le sacre des Washington Redskins à l'occasion du Super Bowl XXVI.

## Classement général
| Qualifié en play-offs |

| AFC Est              |      |      |      |        |          |            |
| Franchise            | Vic. | Déf. | Nuls | % vic. | Pts pour | Pts contre |
| Buffalo Bills        | 13   | 3    | 0    | .813   | 458      | 318        |
| New York Jets        | 8    | 8    | 0    | .500   | 314      | 293        |
| Miami Dolphins       | 8    | 8    | 0    | .500   | 343      | 349        |
| New England Patriots | 6    | 10   | 0    | .375   | 211      | 305        |
| Indianapolis Colts   | 1    | 15   | 0    | .063   | 143      | 381        |
| AFC Central          |      |      |      |        |          |            |
| Franchise            | Vic. | Déf. | Nuls | % vic. | Pts pour | Pts contre |
| Houston Oilers       | 11   | 5    | 0    | .688   | 386      | 251        |
| Pittsburgh Steelers  | 7    | 9    | 0    | .438   | 292      | 344        |
| Cleveland Browns     | 6    | 10   | 0    | .375   | 293      | 298        |
| Cincinnati Bengals   | 3    | 13   | 0    | .188   | 263      | 435        |
| AFC Ouest            |      |      |      |        |          |            |
| Franchise            | Vic. | Déf. | Nuls | % vic. | Pts pour | Pts contre |
| Denver Broncos       | 12   | 4    | 0    | .750   | 304      | 235        |
| Kansas City Chiefs   | 10   | 6    | 0    | .625   | 322      | 252        |
| Los Angeles Raiders  | 9    | 7    | 0    | .563   | 298      | 297        |
| Seattle Seahawks     | 7    | 9    | 0    | .438   | 276      | 261        |
| San Diego Chargers   | 4    | 12   | 0    | .250   | 274      | 342        |

| NFC Est             |      |      |      |        |          |            |
| Franchise           | Vic. | Déf. | Nuls | % vic. | Pts pour | Pts contre |
| Washington Redskins | 14   | 2    | 0    | .875   | 485      | 224        |
| Dallas Cowboys      | 11   | 5    | 0    | .688   | 342      | 310        |
| Philadelphia Eagles | 10   | 6    | 0    | .625   | 285      | 244        |
| New York Giants     | 8    | 8    | 0    | .500   | 281      | 297        |
| Phoenix Cardinals   | 4    | 12   | 0    | .250   | 196      | 344        |
| NFC Central         |      |      |      |        |          |            |
| Franchise           | Vic. | Déf. | Nuls | % vic. | Pts pour | Pts contre |
| Detroit Lions       | 12   | 4    | 0    | .750   | 339      | 295        |
| Chicago Bears       | 11   | 5    | 0    | .688   | 299      | 269        |
| Minnesota Vikings   | 8    | 8    | 0    | .500   | 301      | 306        |
| Green Bay Packers   | 4    | 12   | 0    | .250   | 273      | 313        |
| Tampa Bay Buccs     | 3    | 13   | 0    | .188   | 199      | 365        |
| NFC Ouest           |      |      |      |        |          |            |
| Franchise           | Vic. | Déf. | Nuls | % vic. | Pts pour | Pts contre |
| New Orleans Saints  | 11   | 5    | 0    | .688   | 341      | 211        |
| Atlanta Falcons     | 10   | 6    | 0    | .625   | 361      | 338        |
| San Francisco 49ers | 10   | 6    | 0    | .625   | 393      | 239        |
| Los Angeles Rams    | 3    | 13   | 0    | .188   | 234      | 390        |

- New York Jets termine devant Miami en AFC Est en raison des résultats enregistrés en confrontations directes (2-0).
- Chicago gagne la première Wild Card de la NFC sur Dallas en raison des résultats enregistrés en conférence (9-3 contre 8-4).
- Atlanta termine devant San Francisco en NFC Ouest en raison des résultats enregistrés en confrontations directes (2-0), et gagne la troisième Wild Card de la NFC sur Philadelphia en raison des résultats enregistrés en conférence (7-5 contre 6-6).

## Play-offs
Les équipes évoluant à domicile sont nommées en premier. Les vainqueurs sont en gras

### AFC
- Wild Card : 
  - 28 décembre 1991 :  Kansas City 10-6 Los Angeles Raiders
  - 29 décembre 1991 : Houston 17-10 New York Jets
- Premier tour : 
  - 4 janvier 1992 :  Denver 26-24 Houston
  - 5 janvier 1992 : Buffalo 37-14 Kansas City
- Finale AFC : 
  - 12 janvier 1992 : Buffalo 10-7 Denver

### NFC
- Wild Card : 
  - 28 décembre 1991 :  Nouvelle-Orléans 20-27 Atlanta
  - 29 décembre 1991 : Chicago 13-17 Dallas
- Premier tour : 
  - 4 janvier 1992 : Washington 26-24 Atlanta
  - 5 janvier 1992 : Detroit 38-6 Dallas
- Finale NFC : 
  - 12 janvier 1992 : Washington 41-10 Detroit

### Super Bowl XXVI
- 26 janvier 1992 : Washington (NFC) 37-24 Buffalo (AFC), au Metrodome de Minneapolis